# Elonet
Elonet är en finländsk databas, tillgänglig via world wide web, med information om filmer och medverkande i dessa. Huvudvikten ligger på inhemska, finländska, filmer samt filmer som distribuerats i Finland.